# 宮一透
宮一 透（みやいち とおる、1948年11月17日 - ）は、群馬県を登録地としていた元競輪選手。日本競輪学校第30期生。

## 来歴
日本大学（日大）を経て競輪学校に入校。同期には、高橋健二、小池和博らがいたが、在校競走成績は119戦104勝でダントツの第一位。さらに同校卒業記念レースでもオール1着の完全優勝を果たした。
1972年10月6日、弥彦競輪場でデビューし初勝利、その後の2走も勝ち、デビュー場所で完全優勝を果たした。
1975年、ホームバンクだった前橋競輪場で初めて行われた特別競輪（GI）であるオールスター競輪で、優勝の加藤善行に次いで2位となり、日大自転車部出身者のワンツーフィニッシュとあいまった。
2007年1月11日、選手登録削除。通算成績2487戦269勝。